# Романов, Борис Иванович (режиссёр)
Борис Иванович Романов (11 июня 1938, Чапаевск, Куйбышевская область — 6 февраля 2021, Кратово, Московская область) — советский и российский кинорежиссёр, актёр, писатель, поэт.

## Биография
- Родился 11 июня 1938 года в городе Чапаевске, Куйбышевская область. В семье было 3 ребёнка; Борис был младшим.
- В 1941 году Романовы переехали из Чапаевска в Муром. Здесь Борис пошёл в школу.
- 1957—1959 учился на историко-филологическом факультете Муромского педагогического института.
- В 1964 году сыграл в фильме Василия Шукшина «Живёт такой парень»
- В 1965 году окончил режиссёрский факультет ВГИКа (мастерская Юрия Геники и Анатолия Шишкова). Был другом Василия Шукшина.
- С 1965 года по 1970 год работал режиссёром на Свердловской киностудии.
- С 1970 года стал заниматься литературной работой.

Дважды женат. Имеет дочь и сына.

## Фильмография
- Живёт такой парень (1964)
- Ищите и найдёте (1969)